# Rebekka Guðleifsdóttir
Rebekka Guðleifsdóttir (født i 1978) er en islandsk multikunstner, der blev udnævnt af Wall Street Journal til "Web's Top Photographer" d. 29. juli 2006

## Biografi
Hun er opvokset i Gainesville, Florida, USA i alderen 4 til 11 og lever nu i Hafnarfjörður nær Reykjavík på Island og studerer kunst på Reykjavik universitet. Hun er mor til to drenge og hendes Flickr-billeder resulterede i at hun fik kontrakt på at skabe og deltage i en Toyota reklamekampagne.

## Only Dreemin
Alle Guðleifsdóttirs billeder på Flickr er ophavsretsbeskyttede, men nogle billeder blev solgt uden hendes tilladelse. Det engelske online-firma "Only Dreemin" producerede mindst 60 print af 7 af hendes billeder og solgte dem for mindst £2.500, uden hendes tilladelse. I protest uploadede Guðleifsdóttir et billede på Flickr med titlen Only Dreemin og omtalte her det ulovlige salg. Folkene bag Flickr fjernede billedet med argumentet, at brugere af Flickr ikke må "genere, misbruge, efterligne eller intimidere andre"